# 北支那開発
北支那開発株式会社（きたしなかいはつ）は、1938年に設立され、1945年まで中国華北において経済開発事業を行った日本の国策会社である。

## 概要

### 設立経緯
華北の経済開発を目的とする国策会社は、既に南満洲鉄道（満鉄）子会社の興中公司（十河信二社長）があったが、華北の膨大な資源開発には同社のみで対応することは困難であった。また、興中公司を使って華北の資源を独占しようとする満鉄への内地財閥企業の反発もあり、陸軍省軍務課が音頭を取るかたちで新会社の設立が準備された。
1938年（昭和13年）4月の第73帝国議会において「北支那開発株式会社法」が可決され、同年11月の総会をもって会社は出発。潤沢な資金を武器にした財閥企業の華北への本格進出が始まった。同年5月、北支那開発株式会社法36条に基づいて設立準備事務所が東京市麹町区に開設され、6月に会社定款が認可され、株主募集、役員選出等が行われた。
1937年の日中戦争勃発以後から中国国内で治安が悪化しており、機関車の盗難や鉄橋の破壊などが行われ、そのため経済に多大な損害を与えていたことから、監督機関は興亜院経済部となった。

### 設立
当初の資本金は、3億5000万円で発行株数700万株であった。半分の350万株（1億7500万円）を日本政府が引き受け、残りの半分が民間の一般公募となった。
この民間公募では、一般株主が315万株を占め、残りは軍人会後援会や軍人遺族の関係者に優先的に割当られた。
同社の主要株主として、住友財閥315千株、三井財閥313千株、三菱財閥313千株のほか生保協会317千株、電力連盟155千株、株式取引員155千株、鋼材連合会112千株、石炭連合会100千株のほか、紡績連合会、船主協会、炭業連合会、損保協会、人絹連合会などが参画した。業界単位の株主はカルテルを通じて持ち分の分配が行われている。
本社を東京市におき、華北交通、華北電業、大同炭礦を子会社化し、華北開発の促進と統合調整を図ることを目的として事業を展開した。太平洋戦争の勃発後は、資源の増産が主な事業となった。
初代総裁は貴族院議員で前拓務大臣の大谷尊由だったが急逝したため、第2代総裁に賀屋興宣、第3代津島壽一、第4代八田嘉明が就任している。特に賀屋興宣は北支分離工作の陣頭指揮を執り、在任中には内地企業と中国企業との合弁による主要炭鉱の開発などに辣腕をふるっている。

### 主な事業
北支那開発株式会社法に規定された同社の目的は以下のとおりだが、主に経済開発のための進出企業間の統合調整を行い、直接的な事業運営には関与せず投融資のみを行うとする、現在の持株会社に近い性格のものであった。
1. 交通、運輸及港湾に関する事業
2. 通信に関する事業
3. 発送電に関する事業
4. 鉱産に関する事業
5. 塩の製造、販売及利用に関する事業
6. その他

### 終焉
1945年8月、ソビエト連邦の侵攻、日本のポツダム宣言受諾により満洲国が瓦解。北支那開発も機能を失った。
同年9月30日、GHQは日本政府に対し「植民地銀行、外国銀行及び特別戦時機関の閉鎖」に関する覚書を交付。この覚書に基づき、北支那開発の即時閉鎖（閉鎖機関）が決定された。

## 歴代総裁
- 大谷尊由:1938年11月7日 - 1939年8月1日
- 賀屋興宣:1939年8月14日 - 1941年10月18日
- 津島壽一:1941年11月7日 - 1945年2月21日
- 八田嘉明:1945年3月6日 -